# Triphyllozoon trifoliatum
Triphyllozoon trifoliatum är en mossdjursart som beskrevs av Harmer 1934. Triphyllozoon trifoliatum ingår i släktet Triphyllozoon och familjen Phidoloporidae. Inga underarter finns listade i Catalogue of Life.